# Housui Yamazaki
山崎 峰水
Œuvres principales
- Kurosagi, livraison de cadavres
- MAIL
- Chasseur de spectre, Kunio Matsuoka (松岡國男妖怪退治, Matsuoka Kunio Youkai Taiji?)
- KUMOHACHI (くもはち, kumohachi?)

Housui Yamazaki (山崎 峰水, Yamazaki Housui) est un mangaka, né à Chiba au Japon, le 6 octobre 1964, reconnu en France pour la série Kurosagi, livraison de cadavres. La plupart de ses ouvrages sont des histoires d'épouvante avec un dessin acéré, créé en collaboration avec Eiji Otsuka.